# Macuspana
Macuspana là một đô thị thuộc bang Tabasco, México. Năm 2005, dân số của đô thị này là 142954 người.